# Jacob Paludan
Henning Jacob Puggard Paludan (Copenaghen, 7 febbraio 1896 – Birkerød, 26 settembre 1975) è stato uno scrittore danese.

## Biografia
Dopo un soggiorno americano esordì con le opere Le vie occidentali (1922) e Il fiore (1923), incentrate su un'idea pessimistica del mondo, della società contemporanea, oltre che sulle problematiche derivanti da un'americanizzazione dell'Europa.
In seguito scrisse Nel fascio di luce (1923), Tutto un inverno (1924), Uccelli intorno al faro (1925), basato su una descrizione della società di Copenaghen, La terra è matura (1927), il dramma Il paese dell'avanguardia (1928).
Pregevole risultò il ciclo di Stein, il protagonista delle due opere Tuono a sud (1932) e Sotto l'arcobaleno (1933), in cui l'autore narrò il periodo fra le due guerre, che fece da sfondo alla vicende del protagonista, un borghese che cambiò i propri valori e ideali e sposò una contadina, allontanandosi dalla propria classe sociale.
Paludan lavorò anche come critico, collaborando con il Giornale nazionale, e raccogliendo i suoi articoli in volumi.
Paludan è celebre soprattutto per il romanzo psicologico, in cui si dimostrò sensibile e acuto; la sua narrativa coniugò un misticismo romantico e popolare ad una polemica antiprogressista e antinaturalista.
Paludan testimoniò il risveglio religioso avvenuto dopo la crisi del protestantesimo e la sopravvalutazione del progresso tecnico.
Tra le altre sue opere, di vario genere, si ricordano Spiriti irrequieti (1943), Detto in breve (1954).

## Opere
- Le vie occidentali (1922);
- Il fiore (1923);
- Nel fascio di luce (1923);
- Tutto un inverno (1924);
- Uccelli intorno al faro (1925);
- La terra è matura (1927);
- Il paese dell'avanguardia (1928);
- Tuono a sud (1932);
- Sotto l'arcobaleno (1933);
- Spiriti irrequieti (1943);
- Detto in breve (1954).